# Oskar von Preußen

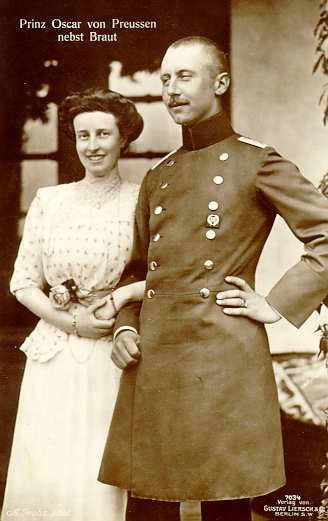
Książę Oskar von Preußen z żoną Iną von Bassewitz, 1914

Oskar Karol Gustaw Adolf Hohenzollern (ur. 27 lipca 1888 w Poczdamie, zm. 27 stycznia 1958 w Monachium) – książę Prus.

## Życiorys
Książę Oskar był piątym synem cesarza Wilhelma II i jego żony cesarzowej Augusty Wiktorii von Schleswig-Holstein-Sonderburg-Augustenburg. Urodził się w Pałacu Marmurowym w Poczdamie. Dzieciństwo i młodość spędził wraz z rodzeństwem w Pałacu Sanssouci. Podobnie jak bracia nauki przyjmował prywatnie podczas pobytu w Domu Książęcym w Plön. Po zakończeniu nauki rozpoczął karierę wojskową. Służył w pułku grenadierów im. Cesarza Wilhelma I nr 7. Koniec I wojny światowej zastał go w Poczdamie. Źle przyjął utratę tronu przez ojca.
W latach 1927–1958 po swoim bracie Eitelu Friedrichu był wielkim mistrzem zakonu joannitów. W okresie rządów nazistów świadomie trzymał się na uboczu i nie podejmował żadnych inicjatyw politycznych. Osobiście nie uczestniczył jako żołnierz w walkach na frontach II wojny światowej. Jego najstarszy syn Oskar Jr. zginął w Polsce pod Szczercowem w czasie kampanii nad Widawką, zaledwie pięć dni po wybuchu wojny. Dzięki prostemu i niewystawnemu trybowi życia książę cieszył się ogromną popularnością. 12 kwietnia 1945, na dwa dni przed bombardowaniem, w wyniku którego zniszczonych zostało wiele wartościowych budynków jak np. Kościół Garnizonowy, Oskar opuścił Poczdam.
Po wojnie wraz z rodziną zamieszkał w Dolnej Saksonii niedaleko Holzminden. W 1952 przeniósł się do małego mieszkania w Bonn. Z ramienia zakonu joannitów, którego nadal był wielkim mistrzem, negocjował z aliantami zwrot dóbr utraconych w czasie wojny. W latach 50. książę Oskar stale podupadał na zdrowiu. Zrezygnował z piastowania wszelkich dotychczas pełnionych funkcji społecznych. Zmarł na raka w Monachium 27 stycznia 1958 roku, w wieku niespełna 70 lat. Został pochowany zgodnie z własnym życzeniem w bastionie św. Michała na zamku Hohenzollern.

## Małżeństwo i dzieci

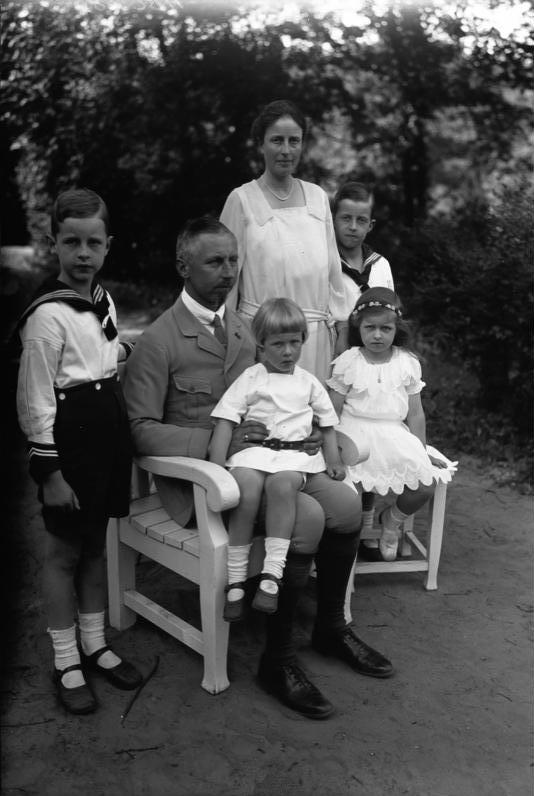
Książę Oskar z rodziną

31 lipca 1914 roku ożenił się z hrabiną Iną Marią Heleną Adelą Elizą von Bassewitz (ur. 27 stycznia 1888, zm. 17 września 1986). Było to małżeństwo morganatyczne, Ina Maria otrzymała tytuł hrabiny von Ruppin. W 1920 roku ona i jej dzieci zostały podniesione do rangi książąt Prus z tytułem Królewskich Wysokości.
Książę Oskar miał czwórkę dzieci:
- Oskar Wilhelm Karl Hans Cuno  (ur. 12 lipca 1915 w Poczdamie, Niemcy, zm. 5 września 1939 w Polsce), zginął w II wojnie światowej;
- Burchard Friedrich Max Werner Georg (ur. 8 stycznia 1917, zm. 12 sierpnia 1988), ożenił się z hrabiną Eleonorą Fugger von Babenhausen. Para nie miała dzieci;
- Herzeleide Ina Marie Sophie Charlotte Else (ur. 25 grudnia 1918, zm. 22 marca 1989), wyszła za mąż za księcia Karla Birona Kurlandzkiego. Para miała trójkę dzieci;
- Wilhelm Karl Adalbert Erich Detloff (ur. 20 stycznia 1922, zm. 9 kwietnia 2007), ożenił się w 1952 roku z Armgard von Veltheim. Para miała trójkę dzieci. Wilhelm Karol był ostatnim żyjącym wnukiem Wilhelma II.

## Genealogia
| Prapradziadkowie | król pruski Fryderyk Wilhelm III Hohenzollern (1770–1840) ∞1793 Luiza Augusta z Meklemburgii-Strelitz (1776–1810)                        | wielki książę Sachsen-Weimar-Eisenach Karol II Fryderyk z Saksonii-Weimaru-Eisenach (1783–1853) ∞1804 Maria Pawłowna Romanowa (1786–1859) | książę Saksonii-Coburga-Gothy Ernest I z Saksonii-Coburga-Gothy (1784–1844) ∞1817 Ludwika Dorota z Saksonii-Gothy-Altenburga (1800–1831) | Edward August Hanowerski (1767–1820) ∞1818 Wiktoria z Saksonii-Coburga-Saalfeld (1786–1861)                                              | książę Szlezwiku-Holsztynu Fryderyk Chrystian II ze Szlezwika-Holsztynu-Sonderburga-Augustenburga (1765–1814) ∞1786 Luiza Augusta Oldenburg (1771–1843)           | Chrystian Konrad Danneskjold-Samsøe (?–?) ∞? NN | Karol Ludwik zu Hohenlohe-Langenburg (1762–1825) ∞1786 Amalie Henriette zu Solms-Baruth (1768−1847)                                                               | Emich Carl zu Leiningen (1763–1814) ∞1803 Wiktoria z Saksonii-Coburga-Saalfeld (1786–1861)                                                                        |                                |
| Pradziadkowie    | cesarz niemiecki Wilhelm I Hohenzollern (1797–1888) ∞1829 Augusta z Saksonii-Weimaru-Eisenach (1776–1810)                                | cesarz niemiecki Wilhelm I Hohenzollern (1797–1888) ∞1829 Augusta z Saksonii-Weimaru-Eisenach (1776–1810)                                 | Albert z Saksonii-Koburga-Gothy (1783–1853) ∞1840 królowa Wielkiej Brytanii Wiktoria I Wielka (1819–1901)                                | Albert z Saksonii-Koburga-Gothy (1783–1853) ∞1840 królowa Wielkiej Brytanii Wiktoria I Wielka (1819–1901)                                | książę Szlezwika-Holsztynu Chrystian August II ze Szlezwika-Holsztynu-Sonderburga-Augustenburga (1798–1869) ∞ 1820 Ludwika Zofia Danneskjold-Samsøe (1796–1867)   | książę Szlezwika-Holsztynu Chrystian August II ze Szlezwika-Holsztynu-Sonderburga-Augustenburga (1798–1869) ∞ 1820 Ludwika Zofia Danneskjold-Samsøe (1796–1867)   | Ernest zu Hohenlohe-Langenburg (1794–1860) ∞1828 Anna Teodora zu Leiningen (1807–1872)                                                                            | Ernest zu Hohenlohe-Langenburg (1794–1860) ∞1828 Anna Teodora zu Leiningen (1807–1872)                                                                            |                                |
| Dziadkowie       | cesarz niemiecki Fryderyk III Hohenzollern (1831–1888) ∞1858 Wiktoria Adelajda z Saksonii-Koburga-Gothy (1840-1901)                      | cesarz niemiecki Fryderyk III Hohenzollern (1831–1888) ∞1858 Wiktoria Adelajda z Saksonii-Koburga-Gothy (1840-1901)                       | cesarz niemiecki Fryderyk III Hohenzollern (1831–1888) ∞1858 Wiktoria Adelajda z Saksonii-Koburga-Gothy (1840-1901)                      | cesarz niemiecki Fryderyk III Hohenzollern (1831–1888) ∞1858 Wiktoria Adelajda z Saksonii-Koburga-Gothy (1840-1901)                      | książę Szlezwika-Holsztynu Fryderyk VIII ze Szlezwika-Holsztynu-Sonderburga-Augustenburga (1829–1880) ∞1856 Adelajda Wiktoria zu Hohenlohe-Langenburg (1835–1900) | książę Szlezwika-Holsztynu Fryderyk VIII ze Szlezwika-Holsztynu-Sonderburga-Augustenburga (1829–1880) ∞1856 Adelajda Wiktoria zu Hohenlohe-Langenburg (1835–1900) | książę Szlezwika-Holsztynu Fryderyk VIII ze Szlezwika-Holsztynu-Sonderburga-Augustenburga (1829–1880) ∞1856 Adelajda Wiktoria zu Hohenlohe-Langenburg (1835–1900) | książę Szlezwika-Holsztynu Fryderyk VIII ze Szlezwika-Holsztynu-Sonderburga-Augustenburga (1829–1880) ∞1856 Adelajda Wiktoria zu Hohenlohe-Langenburg (1835–1900) |                                |
| Rodzice          | cesarz niemiecki Wilhelm II Hohenzollern (1859–1941) ∞1881 Augusta Wiktoria ze Szlezwika-Holsztynu-Sonderburga-Augustenburga (1858–1921) | cesarz niemiecki Wilhelm II Hohenzollern (1859–1941) ∞1881 Augusta Wiktoria ze Szlezwika-Holsztynu-Sonderburga-Augustenburga (1858–1921)  | cesarz niemiecki Wilhelm II Hohenzollern (1859–1941) ∞1881 Augusta Wiktoria ze Szlezwika-Holsztynu-Sonderburga-Augustenburga (1858–1921) | cesarz niemiecki Wilhelm II Hohenzollern (1859–1941) ∞1881 Augusta Wiktoria ze Szlezwika-Holsztynu-Sonderburga-Augustenburga (1858–1921) | cesarz niemiecki Wilhelm II Hohenzollern (1859–1941) ∞1881 Augusta Wiktoria ze Szlezwika-Holsztynu-Sonderburga-Augustenburga (1858–1921)                          | cesarz niemiecki Wilhelm II Hohenzollern (1859–1941) ∞1881 Augusta Wiktoria ze Szlezwika-Holsztynu-Sonderburga-Augustenburga (1858–1921)                          | cesarz niemiecki Wilhelm II Hohenzollern (1859–1941) ∞1881 Augusta Wiktoria ze Szlezwika-Holsztynu-Sonderburga-Augustenburga (1858–1921)                          | cesarz niemiecki Wilhelm II Hohenzollern (1859–1941) ∞1881 Augusta Wiktoria ze Szlezwika-Holsztynu-Sonderburga-Augustenburga (1858–1921)                          |                                |
| Probant          | Oskar Hohenzollern (1888-1958) | Oskar Hohenzollern (1888-1958) | Oskar Hohenzollern (1888-1958) | Oskar Hohenzollern (1888-1958) | Oskar Hohenzollern (1888-1958) | Oskar Hohenzollern (1888-1958) | Oskar Hohenzollern (1888-1958) | Oskar Hohenzollern (1888-1958) | Oskar Hohenzollern (1888-1958) |